# Kim Småge
Kim Småge, nom de plume de Anne Karin Thorshus, née le 23 juin 1945 à Trondheim en Norvège, est une femme de lettres norvégienne, auteur de roman policier et de littérature d'enfance et de jeunesse.

## Biographie
Enseignante de formation, elle « est la première femme norvégienne à s'illustrer dans le roman noir, domaine jusqu'alors réservé aux hommes ». En 1983, elle publie Nattdykk et est lauréate du prix Riverton 1983.
En 1993, elle fait paraître Sub rosa (Sub rosa), seul ouvrage traduit en français, et obtient le prix Clé de verre 1994. On y découvre l'inspectrice Ann-Kin Halvorsen qui enquête sur le meurtre d'une propriétaire d'une galerie de peinture. « À la fois intrigue policière et analyse d'une société norvégienne qui assume difficilement une période  trouble et controversée de son histoire, celle de l'épuration et des règlements de comptes, le roman a un peu de mal à trouver son style et son rythme. Il démarre lentement, puis avec une facilité déconcertante, notre jeune inspectrice dénoue l'affaire ».
En 1995, elle publie En kjernesunn død pour lequel elle emporte le prix Palle-Rosenkrantz en 1999.

## Œuvre

### Romans policiers
- Nattdykk (1983)
- Origo (1984)
- Kainan (1986)
- Sub rosa (1993) Publié en français sous le titre Sub rosa, Caen, Presses universitaires de Caen, coll. « Collection nordique » (1994)  (ISBN 2-84133-014-1)
- En kjernesunn død (1995)
- Containerkvinnen (1997)
- Solefall (2002)
- Dobbeltmann (2004)

### Littérature d'enfance et de jeunesse
- Figurene (1986)
- Interrail (1988)

### Autres romans
- Lex Love (1991)
- Koksbiter og trollsplint (1999)

### Nouvelle
- Kvinnens lange arm (1992)

### Autre ouvrage
- Medaljen (1997)

## Prix et distinctions
- Prix Riverton 1983 pour Nattdykk
- Beste ungdomsroman 1986 pour Figurene
- Språklig samlings litteraturpris 1990
- Prix Clé de verre 1994 pour Sub Rosa
- Prix Palle-Rosenkrantz 1999 pour En kjernesunn død

## Sources
: document utilisé comme source pour la rédaction de cet article.
- Claude Mesplède (dir.), Dictionnaire des littératures policières, vol. 2 : J - Z, Nantes, Joseph K, coll. « Temps noir », 2007, 1086 p. (ISBN 978-2-910-68645-1, OCLC 315873361), p. 795-796.